# Bembidion latebricola
Bembidion latebricola är en skalbaggsart som beskrevs av Thomas Casey. Bembidion latebricola ingår i släktet Bembidion och familjen jordlöpare. Inga underarter finns listade i Catalogue of Life.